# Azulejo de tema único

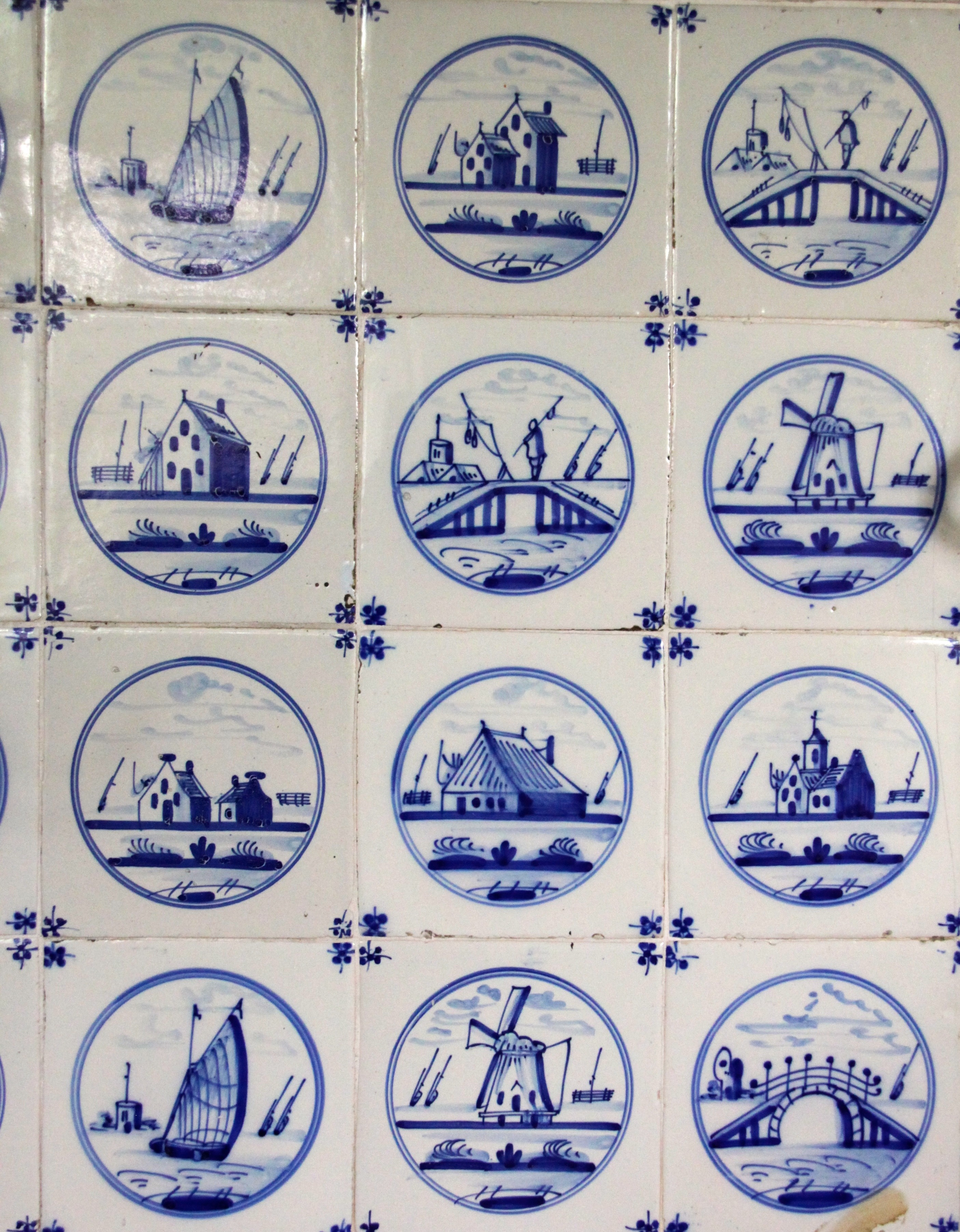
Paramento de azulejos de tema único con motivos de dibujo muy simplificado, manufactura de Delft.

Azulejo de tema único o azulejo en tondo se llama a un tipo de ladrillo azulejo producido en Europa entre el siglo XVI y el siglo XIX, decorado con un motivo único enmarcado dentro de un círculo. Fue muy popular en la azulejería de los Países Bajos, Italia, Portugal, España e Inglaterra, aunque también se encuentran series y modelos similares en la cerámica francesa, alemana y de otros países centroeuropeos.
Dentro de la tipología del azulejo plano pintado, comparte características con otras series de azulejos clasificadas y diferenciadas como los azulejos de figura luso-holandeses o las series de oficios tan arraigadas en la cerámica popular catalana.

## Historia
Se sitúa su origen en la Italia del siglo XVI y su desarrollo comercial en la Holanda del siglo XVII que desde centros tan importantes como Delft lo daría a conocer en el mercado europeo con el comercio de sus conocidas y reputadas vajillas. El modelo italo-holandés arraigó con fuerza a lo largo del siglo XVIII en varios focos Portugal (Lisboa, Santarem u Oporto) y España, país en el que ocupó una parte importante de la producción azulejera sevillana, valenciana (cerámica de Manises y Cerámica de Paterna) y catalana.
Como en otras series de azulejería ornamental ya referidas, el círculo que enmarca el motivo o figura representado se complementa con un adorno que se repite en las cuatro esquinas de la pieza, y que ha sido usado por los historiadores para datar y subclasificar las series. Ténicamente puede presentarse en una gama de tonos azul cobalto sobre fondo blanco, o en series polícromas.

## Tipología
A pesar de la amplitud geográfica y cultural donde se localiza su producción y de los diferentes diseños del tondo, las figuras y los adornos circundantes, resueltos con variados diseños, la estética de esta serie resulta inconfundible. La temática, sometida muchas veces a lo anecdótico, y expresada casi siempre con trazo primitivo e ingenuo, ilustra los más dispares motivos: paisajes y arquitecturas, campesinos y soldadesca, cazadores y leñadores, gremios y oficios, damas, caballeros y bustos de ambos, barcos y pescadores, niños y juegos, escenas de santos y milagros, flores y una variopinta zoología con preferencia por las aves y los animales de caza, que a menudo incluye los monstruos y personajes fantásticos. Esa compleja reunión de mundos tenía como destino principal las cocinas y paramentos, escaleras y zócalos de las viviendas en su interior, y los marcos, cercos y alféizares. El uso indistinto de las series azules y las polícromas no sigue ningún tipo de pauta. La aparición de los motivos chinescos vició con un aire oriental «suigéneris» tanto los temas de las decoraciones como algunos recursos técnicos.

Las tentaciones de Cristo (ca. 1800). Museum Catharijneconvent de Utrecht.
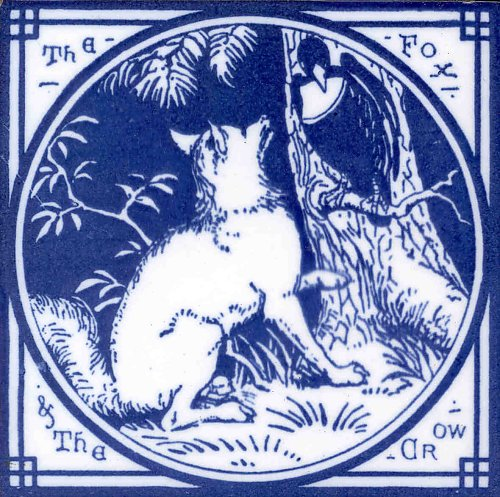
Ejemplo victoriano de la cerámica de Mintons (Staffordshire) hacia 1880.
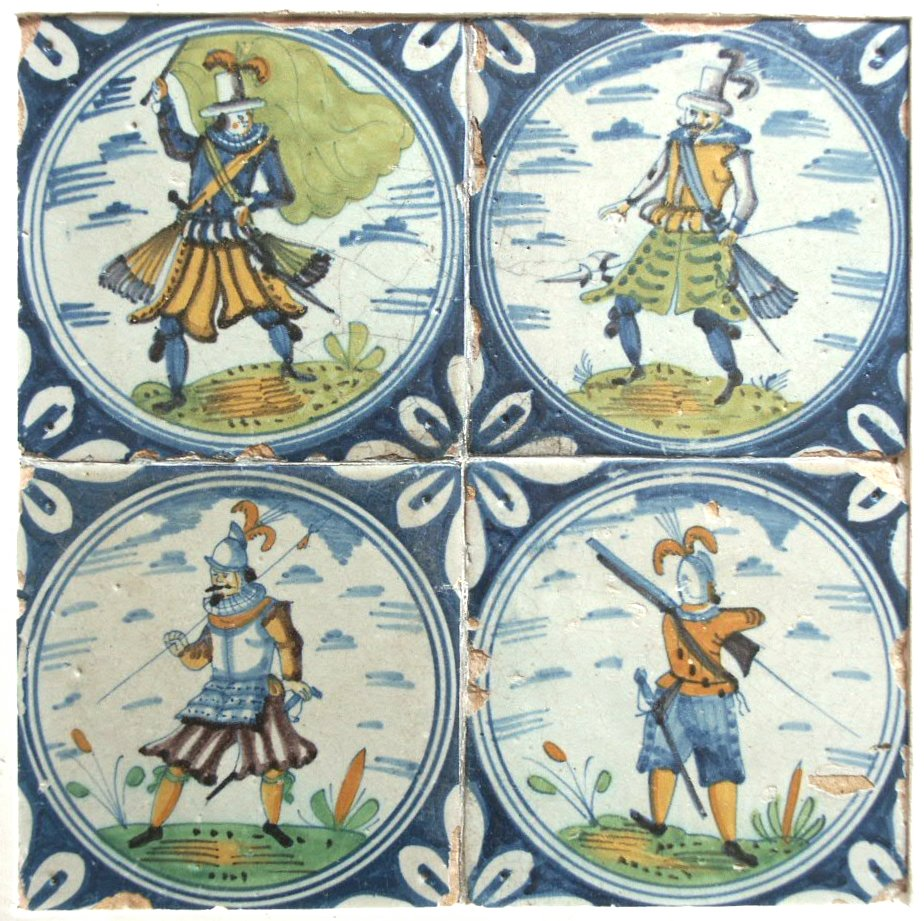
Soldadesca del siglo XVII en Flandes.
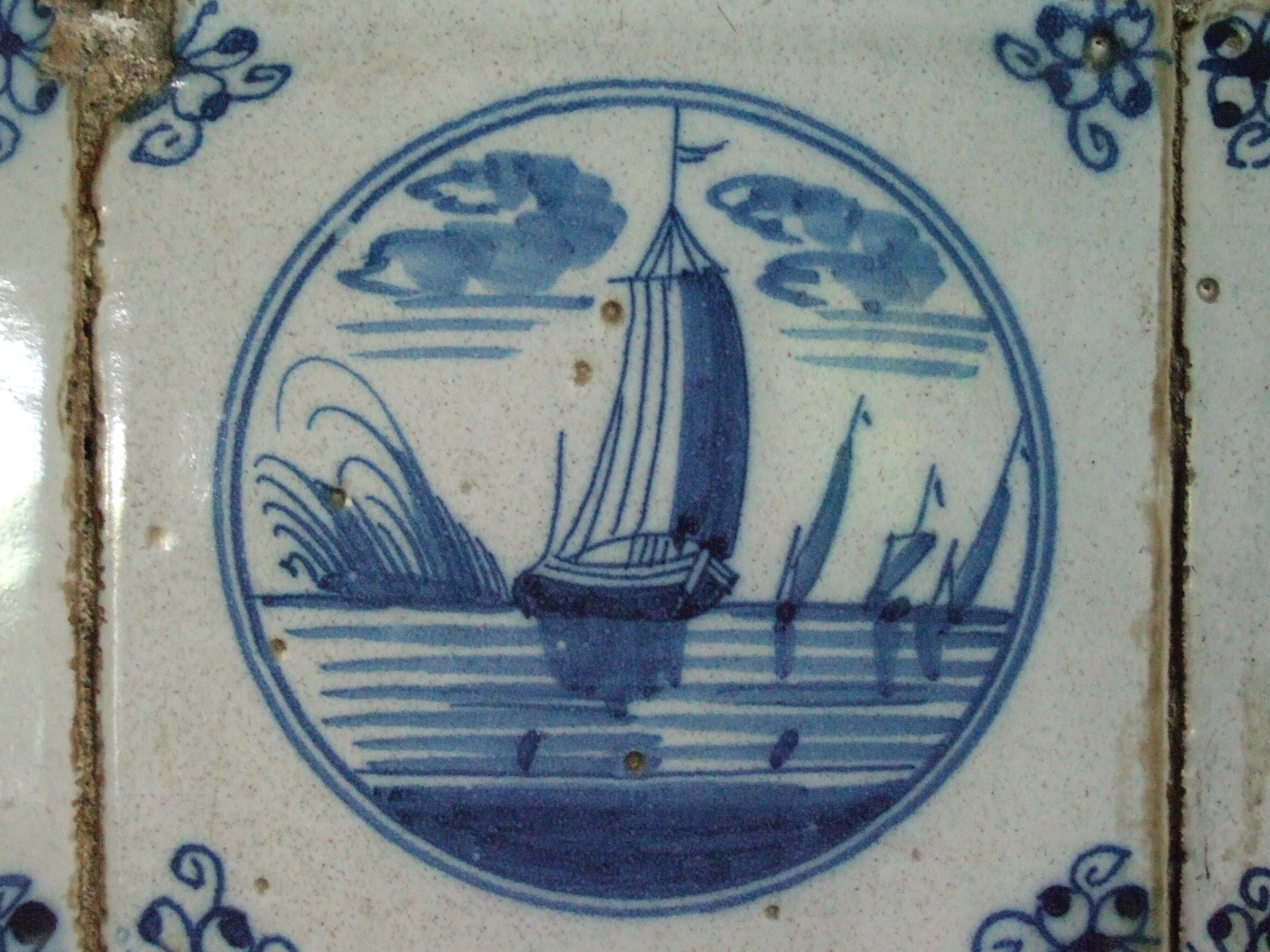
Azulejo holandés del siglo XVII en el palacio de Kasepuhan, Cirebon, Indonesia.